# Campeonato Brasiliense 1967
In 1967 werd het negende Campeonato Brasiliense gespeeld voor clubs uit het Federaal District, waartoe de hoofdstad Brasilia behoort. De competitie, ook wel Candangão genaamd, werd georganiseerd door de FBF en werd gespeeld van 20 juli tot 19 november. Rabello werd de kampioen.

## Eindstand
| Plaats | Club            | Wed. | W | G | V | Saldo | Ptn. |
| ------ | --------------- | ---- | - | - | - | ----- | ---- |
| 1.     | Rabello         | 10   | 8 | 2 | 0 | 28:8  | 18   |
| 2.     | Cruzeiro do Sul | 10   | 5 | 3 | 2 | 19:17 | 13   |
| 3.     | Defelê          | 10   | 4 | 2 | 4 | 12:15 | 10   |
| 4.     | Colombo         | 10   | 3 | 4 | 3 | 13:17 | 10   |
| 5.     | Flamengo        | 10   | 0 | 5 | 5 | 9:18  | 5    |
| 6.     | Guará           | 10   | 1 | 2 | 7 | 11:17 | 4    |

|  | Kampioen |

### Kampioen
| Campeonato Brasiliense de 1967 |
| Federaal District              |
| ------------------------------ |
| RABELLO Kampioen (2° titel)    |